# El mezcal y la cobra
El mezcal y la cobra es el séptimo álbum de la banda argentina Catupecu Machu. Fue publicado y distribuido por EMI Odeón Argentina.
Tras Simetría de Moebius, el baterista Javier Herrlein dejó el grupo, mientras que la banda rompió con su mánager hasta ese momento. Catupecu Machu incorporó como baterista a Agustín Rocino (exbajista de Cuentos Borgeanos y que había participado en la producción de El número imperfecto) y como mánager al abogado Pablo Mayer, amigo de Fernando Ruiz Díaz y dueño de la casa de campo donde el grupo se instaló para la composición de Simetría de Moebius. La banda se internó en su estudio para la preproducción de su nuevo disco: El Mezcal y la Cobra. El disco se masterizó en Sterling Sound en Nueva York, bajo la atención del ingeniero Tom Coyne. Salió a la venta en formato CD, CD+DVD y, por primera vez para el grupo, en vinilo.
Como adelanto y primer corte de difusión, circuló en las radios y canales de música el video de «Metrópolis nueva», así como también en la página oficial y fue Nominado «Mejor Video Musical» en los Premios Grammy Latino 2012. Ese mismo año, ganó el Premio Gardel a Mejor Álbum Grupo de Rock. También fueron lanzados como sencillos «Aparecen cuando bailamos», «Musas» y «Vi llover».

## Lista de canciones
1. «El mezcal y la cobra» - (3:43)
2. «Metrópolis nueva» - (4:06)
3. «Aparecen cuando bailamos» - (3:22)
4. «Baile guerrero - Golpe certero» - (2:28)
5. «Danza de los secretos» - (4:00)
6. «Cristalizado» - (3:10)
7. «Musas» - (3:33)
8. «Vi llover» - (3:34)
9. «El toro terciopelo» - (3:41)
10. «Klimt.....pintemos» - (3:45)
11. «Intermezzo» - (1:35)
12. «Shakulute peruano» - (4:14)

## Personal
- Fernando Ruiz Díaz - Voz y guitarra.
- Sebastián Cáceres - Bajo y guitarra.
- Martín «Macabre» González - teclado, samplers, y coros.
- Agustín Rocino - Batería.

- Datos: Q16492359